# Lijst van Spaanse ministers van Binnenlandse Zaken

## Ministers van Binnenlandse Zaken van Spanje (1982–heden)
| Minister van Binnenlandse Zaken | Minister van Binnenlandse Zaken | Minister van Binnenlandse Zaken     | Ambtstermijn     | Ambtstermijn     | Partij(en)   | Premier(s)                               | Kabinet(en) |
| ------------------------------- | ------------------------------- | ----------------------------------- | ---------------- | ---------------- | ------------ | ---------------------------------------- | ----------- |
|                                 | José Barrionuevo                | José Barrionuevo (1942)             | 2 december 1982  | 12 juli 1988     | PSOE         | Felipe González (1982–1996)              | González I  |
| González II                     | José Barrionuevo                | José Barrionuevo (1942)             | 2 december 1982  | 12 juli 1988     | PSOE         | Felipe González (1982–1996)              |             |
|                                 | José Luis Corcuera              | José Luis Corcuera (1944)           | 12 juli 1988     | 23 november 1993 | PSOE         | Felipe González (1982–1996)              |             |
| PSOE                            | José Luis Corcuera              | José Luis Corcuera (1944)           | 12 juli 1988     | 23 november 1993 | González III | Felipe González (1982–1996)              |             |
| PSOE                            | José Luis Corcuera              | José Luis Corcuera (1944)           | 12 juli 1988     | 23 november 1993 | González IV  | Felipe González (1982–1996)              |             |
|                                 | Antoni Asunción                 | Antoni Asunción (1951–2016)         | 23 november 1993 | 4 mei 1994       | PSOE         | Felipe González (1982–1996)              |             |
|                                 | Juan Alberto Belloch            | Juan Alberto Belloch (1950)         | 4 mei 1994       | 5 mei 1996       | O            | Felipe González (1982–1996)              |             |
|                                 | Jaime Mayor Oreja               | Jaime Mayor Oreja (1951)            | 5 mei 1996       | 27 februari 2001 | PP           | José María Aznar (1996–2004)             | Aznar I     |
| Aznar II                        | Jaime Mayor Oreja               | Jaime Mayor Oreja (1951)            | 5 mei 1996       | 27 februari 2001 | PP           | José María Aznar (1996–2004)             |             |
|                                 | Mariano Rajoy                   | Mariano Rajoy (1955)                | 27 februari 2001 | 10 juli 2002     | PP           | José María Aznar (1996–2004)             |             |
|                                 | Ángel Acebes                    | Ángel Acebes (1958)                 | 10 juli 2002     | 17 april 2004    | PP           | José María Aznar (1996–2004)             |             |
|                                 | José Antonio Alonso             | José Antonio Alonso (1960–2017)     | 17 april 2004    | 11 april 2006    | PSOE         | José Luis Rodríguez Zapatero (2004–2011) | Zapatero I  |
|                                 | Alfredo Pérez Rubalcaba         | Alfredo Pérez Rubalcaba (1951–2019) | 11 april 2006    | 11 juli 2011     | PSOE         | José Luis Rodríguez Zapatero (2004–2011) | Zapatero I  |
| PSOE                            | Alfredo Pérez Rubalcaba         | Alfredo Pérez Rubalcaba (1951–2019) | 11 april 2006    | 11 juli 2011     | Zapatero II  | José Luis Rodríguez Zapatero (2004–2011) |             |
|                                 | Antonio Camacho Vizcaíno        | Antonio Camacho Vizcaíno (1964)     | 11 juli 2011     | 21 december 2011 | Zapatero II  | José Luis Rodríguez Zapatero (2004–2011) | O           |
|                                 | Jorge Fernández Díaz            | Jorge Fernández Díaz (1950)         | 21 december 2011 | 4 november 2016  | PP           | Mariano Rajoy (2011–2018)                | Rajoy I     |
|                                 | Juan Ignacio Zoido              | Juan Ignacio Zoido (1957)           | 4 november 2016  | 1 juni 2018      | PP           | Mariano Rajoy (2011–2018)                | Rajoy II    |
|                                 | Fernando Grande-Marlaska        | Fernando Grande- Marlaska (1962)    | 1 juni 2018      | heden            | O            | Pedro Sánchez (2018–heden)               | Sánchez I   |
| Sánchez II                      | Fernando Grande-Marlaska        | Fernando Grande- Marlaska (1962)    | 1 juni 2018      | heden            | O            | Pedro Sánchez (2018–heden)               |             |